# Corozal (Puerto Rico)
Corozal es un municipio en la región central, ligeramente hacia el norte del Estado Libre Asociado de Puerto Rico. Fundado en 1795 por Joaquín Marrero y José de Rivera Ortiz, se convierte en municipio oficial en 1804 y es también conocido como «la capital del voleibol» y «los plataneros».

## Datos generales
Alcalde: Luis A. García Rolón (PNP)
Las personas que residen en Corozal se conocen como corozaleños.
La patrona del municipio es Nuestra Señora de la Inmaculada Concepción. La parroquia de la Sagrada Familia se encuentra en la plaza pública.

## Geografía

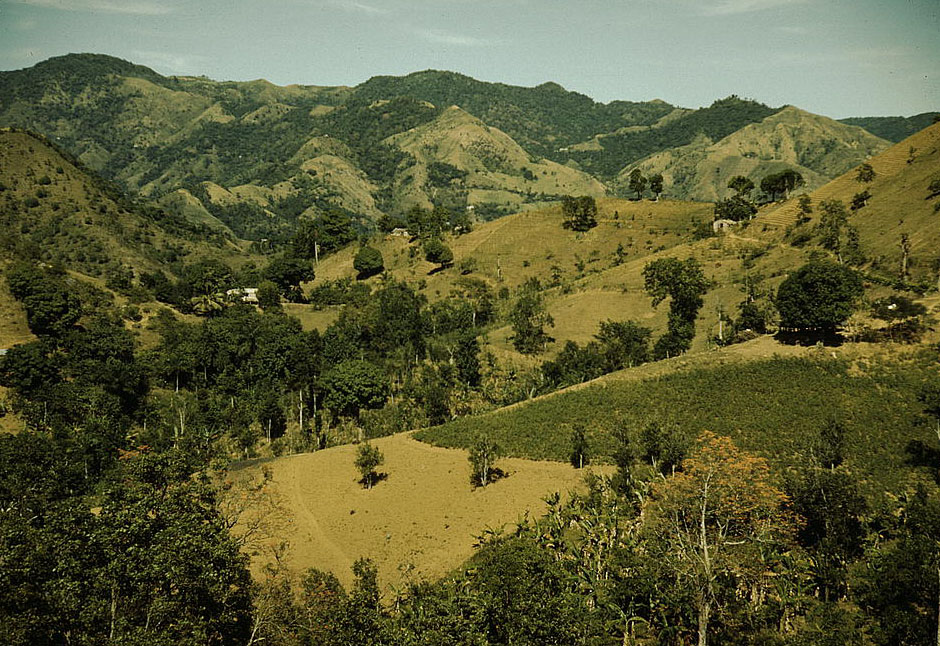
Vista de la Cordillera Central en Corozal, Puerto Rico, por Jack Delano en 1941

Corozal está localizado en la región centro oriental, al norte de Barranquitas y Orocovis, al sur de Vega Alta y Dorado, al este de Morovis y al oeste de Toa Alta y Naranjito.

### Barrios
- Abras
- Cibuco
- Corozal Pueblo
- Cuchillas
- Dos Bocas
- Magueyes
- Maná
- Negros
- Padilla
- Palmarejo
- Palmarito
- Palos Blancos
- Pueblo

### Ríos
- Río Cibuco
- Río Corozal
- Río Dos Bocas
- Río Grande de Manatí
- Río Mavilla

## Personas destacadas
Lunay, cantante de reguetón.